# Лабытнанги
Лабытна́нги (хант. лапыт нангк — «семь лиственниц»; нен. Лабытнаӈгы) — город в Ямало-Ненецком автономном округе России. Население — 25 969 чел. (2023).

## Этимология
Город возник как селение хантов, которое называлось юрты Лабытнангские. Название города происходит от хантыйских слов лапыт («семь») и нангк («лиственница»).

## География

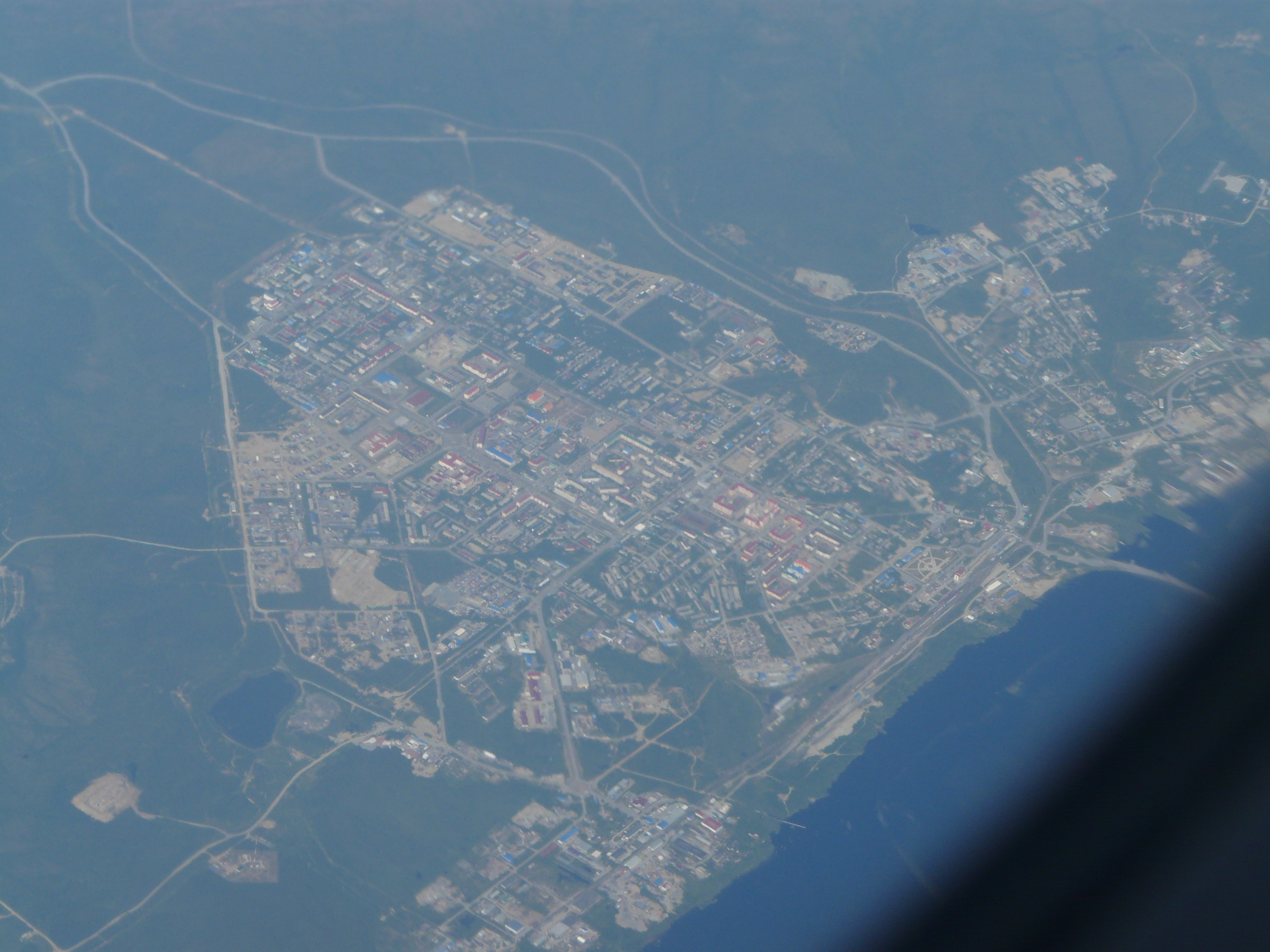
Город с воздуха

Город расположен в низовьях реки Обь, на берегу протоки Вылпосл. Положение на стыке Полярного Урала и Западно-Сибирской равнины ярко выражено холмисто-увалистым рельефом, поднимающимся до чётко очерченного предгорья вблизи посёлка Харп. Будучи немного севернее полярного круга, Лабытнанги окружён живописной и местами заболоченной лесотундрой.

## История
Первое упоминание о поселении Лабытнанги относится к 1868 году. В начале XIX века на берегу реки Выл-Посл появилось хантыйское стойбище под названием Лабытнанги.
В 1920 году в Обдорской волости Берёзовского уезда Тюменской губернии образован Лабытнангский сельсовет. В конце 1920-х годов здесь было создано производственное товарищество, а в 1932 году появился колхоз.
Главными занятиями колхозников были рыболовство, охота и оленеводство.
В 1948 году Лабытнанги стал железнодорожной станцией.
15 декабря 1952 года получил статус рабочего посёлка в составе Приуральского района.
28 сентября 1956 году передан в административное подчинение Салехардскому горсовету.
В начале 1960-х годов посёлок стал перевалочной базой для освоения газоконденсатных месторождений.
5 августа 1975 года посёлок был преобразован в город окружного значения и выведен из Салехардского горсовета.
9 апреля 1981 года в административное подчинение горсовету передан рабочий посёлок Харп, который с 2004 до 2021 гг. входил в Приуральский район, а в 2021 году вновь переподчинён городу Лабытнанги.
Город Лабытнанги является административным центром муниципального образования город Лабытнанги, которое было учреждено 26 ноября 1996 года.

## Статус и местное самоуправление
Город как административно-территориальная единица ЯНАО имеет статус города окружного значения, которому подчинён посёлок городского типа Харп. В рамках организации местного самоуправления город вместе с посёлком образует одноимённый городской округ город Лабытнанги.
В состав города входит микрорайон Обской, расположенный на расстоянии 15 км к западу от центра города Лабытнанги, а также микрорайон Обской причал и микрорайон Октябрьский, расположенный на расстоянии 8 км к северу от города Лабытнанги.
Органами местного самоуправления являются:
- Дума города Лабытнанги (городская дума) — выборный представительный орган городского округа;
- Глава города Лабытнанги (глава города) — глава городского округа;
- Администрация города Лабытнанги (администрация города) — исполнительно-распорядительный орган городского округа;
- Контрольно-счётная палата муниципального образования город Лабытнанги (контрольно-счётная палата) — контрольно-счётный орган муниципального образования.

Глава города Лабытнанги — Трескова Марина Ароновна, председатель Городской Думы — Зуйков Евгений Геннадьевич.

## Население
| 1868    | 1903    | 1909    | 1924    | 1955    | 1959    | 1970    | 1975    |
| ------- | ------- | ------- | ------- | ------- | ------- | ------- | ------- |
| 38      | ↘9      | ↗50     | ↗135    | ↗4300   | ↗5220   | ↗9190   | ↗11 000 |
| 1979    | 1989    | 1992    | 1996    | 1998    | 2000    | 2001    | 2002    |
| ↗17 667 | ↗31 501 | ↘28 200 | ↘26 900 | ↗27 400 | ↘26 500 | ↘26 100 | ↗27 304 |
| 2003    | 2005    | 2006    | 2007    | 2008    | 2009    | 2010    | 2011    |
| ↘27 300 | ↗27 400 | →27 400 | →27 400 | ↘27 300 | ↘27 153 | ↘26 936 | ↘26 898 |
| 2012    | 2013    | 2014    | 2015    | 2016    | 2017    | 2018    | 2019    |
| ↘26 572 | ↘26 279 | ↗26 359 | ↗26 549 | ↘26 331 | ↘26 281 | ↘26 122 | ↗26 211 |
| 2020    | 2021    | 2023    |         |         |         |         |         |
| ↗26 295 | ↘25 501 | ↗25 969 |         |         |         |         |         |

На 1 января 2025 года по численности населения город находился на 541-м месте из 1124 городов Российской Федерации.

## Достопримечательности
В городе имеются: парк «Юбилейный», сквер «Студенческий», сквер «Молодёжный», ледовый комплекс «Авангард», молодёжный центр.

## Образование и спорт

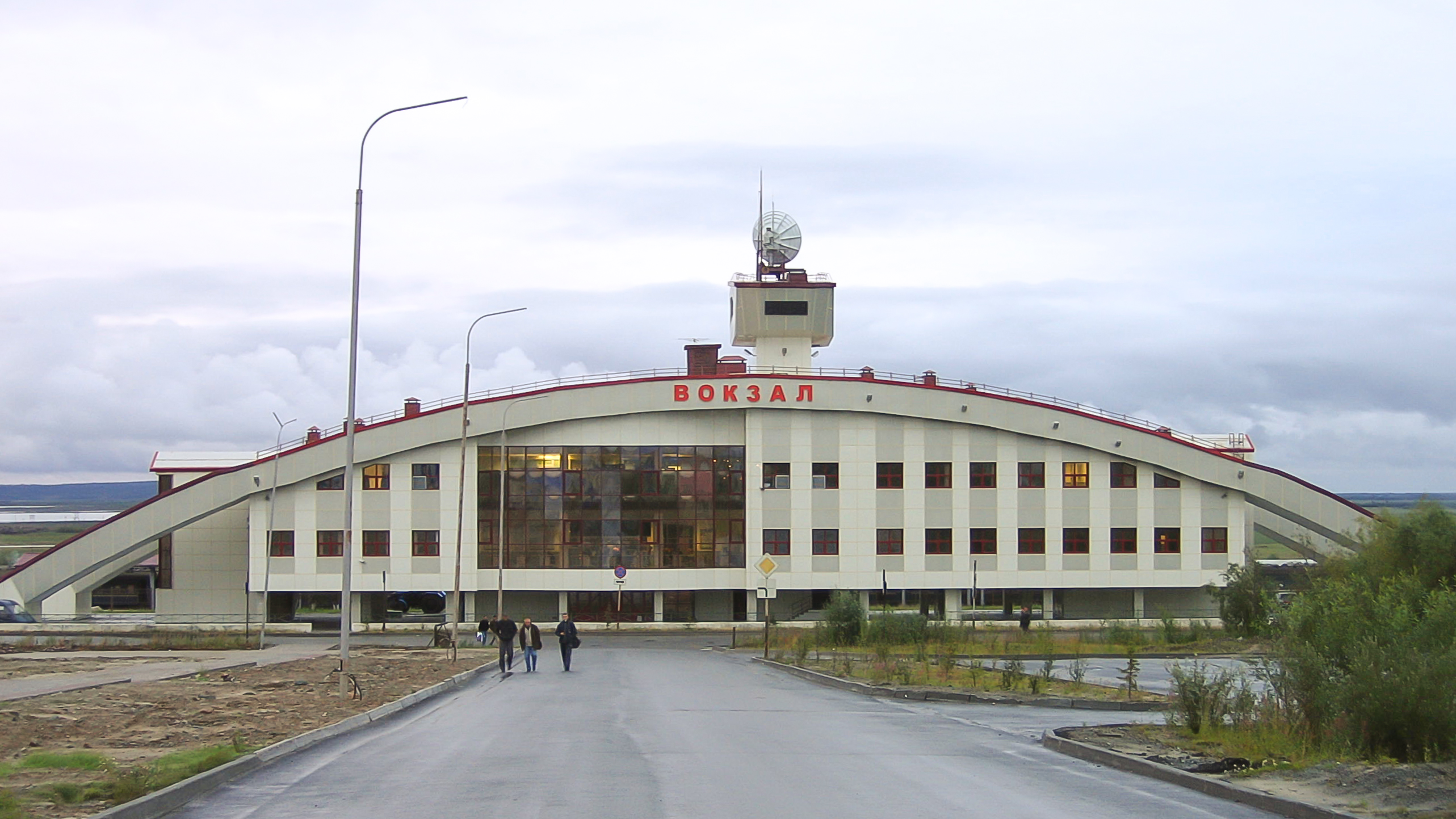
Вокзал города Лабытнанги

В городе работают 9 дошкольных образовательных организаций, 5 общеобразовательных учреждений, центр технического творчества, центр детского творчества, школа искусств, библиотека.
Спортивная школа олимпийского резерва им. Т. В. Ахатовой, спортивная школа «Юность» (СОК «Снежный», СК «Полярный», ЛЦ «Авангард», СК «Северный характер»)
В микрорайоне Октябрьский с 2003 года функционирует горнолыжный комплекс «Октябрьский». Инфраструктура комплекса включает в себя трассу протяжённостью 620 метров, с перепадом высот 110 метров и средним уклоном 16 градусов, бугельный подъёмник, пункт проката горнолыжного снаряжения и инвентаря, гостиничный комплекс, баню-сауну с бассейном и бильярдом, автостоянку.
06 сентября 2019 года состоялось открытие ледового корта с искусственным льдом «Авангард». Церемония открытия комплекса состоялась с участием олимпийского чемпиона по фигурному катанию Алексея Ягудина.
10 декабря 2019 года открылся спортивно-оздоровительный комплекс «Полярный» с универсальным спортивным залом и плавательным бассейном.
Также работает «Молодёжный центр города Лабытнанги».

## Климат
Город расположен в Особой климатической зоне Субарктического пояса. Климат — умеренно холодный со значительным количеством осадков в течение года. Среднегодовая температура составляет −6,1 °C. Средняя температура самого тёплого месяца июля — +14,8 °C, самый холодный месяц — январь со средней температурой −23.9 °C. Абсолютный минимум температуры — −54°С, абсолютный максимум — +31°С.

## Транспорт

### Железнодорожный
Основная статья: станция Лабытнанги
Основная статья: станция Обская
Лабытнанги — тупиковая железнодорожная станция круглогодичного пассажирского сообщения с городами Москва и Воркута. Станция Обская используется как транспортный и грузовой узел на железнодорожной линии до газового месторождения Бованенково.

### Воздушный
В городе Лабытнанги имеется вертолётная площадка (вертодром), принадлежащая «Авиационной компании „Ямал“» (не путать с «АТК „Ямал“»), с твёрдым асфальтобетонным покрытием, способная принимать вертолёты до 13 тонн и возможностью стоянки до 5 единиц воздушных судов. Для пассажирских перевозок площадка используется только сообщением Салехард-Лабытнанги в периоды сезонной распутицы (весенний ледоход, осенний ледостав на реке Обь), когда сообщение со столицей ЯНАО городом Салехард наземным транспортом невозможно ввиду отсутствия мостового перехода.

### Автомобильный
Автомобильные дороги общего пользования регионального или межмуниципального значения, проходящие через Лабытнанги:
- 71-140 ОП МЗ 71Н-10 — Лабытнанги—Харп, обеспечивает проезд транзитного автотранспорта, минуя Лабытнанги, соединяется с 71-140 ОП МЗ 71Н-11;
- 71-140 ОП МЗ 71Н-11 — Салехард—Лабытнанги, примыкает к городу с юго-восточной стороны, пересекает протоку Выл-Посл, соединяя город с левым берегом реки Обь, Обским причалом и выездом на паромную переправу;
- 71-140 ОП МЗ 71Н-17 — Лабытнанги—Мужи—Азовы—Теги (в границах Ямало-Ненецкого автономного округа), в том числе зимник[41], примыкает к городу в районе Обского причала, используется в зимнее время года.

Круглогодичное автомобильное сообщение города с общей транспортной инфраструктурой и федеральными автодорогами страны отсутствует по причине отсутствия мостового перехода через реку Обь до города Салехарда (основная статья: Салехардский мост), а также ввиду незавершённого строительства автодороги Сургут—Салехард на участке между городами Салехард и Надым, круглогодичный проезд по которой формально был открыт 09 декабря 2020 года в переходном щебеночном покрытии, но фактически круглогодичный проезд до настоящего времени является условным и официально в эксплуатацию не введен. В зимний период года при установлении стойких отрицательных температур ежегодно сооружается автозимник сообщением Лабытнанги—Приобье (в том числе дорога 71-140 ОП МЗ 71Н-17) протяжённостью около 650 км, большая часть которого проходит в пойме реки Обь. Автомобильное сообщение между городами Лабытнанги и Салехард через реку Обь осуществляется посредством паромной переправы и ледовой переправы. Фактически город Лабытнанги круглогодично связан автомобильным сообщением только с городом Салехард и посёлком Харп.

### Водный (речной)
На территории города на левом берегу реки Обь базируется промышленная зона Салехардского речного порта с причальной стенкой с возможностью погрузки-выгрузки подвижного железнодорожного состава, автомобильного транспорта и судов различного класса с помощью портальных кранов грузоподъёмностью до 27 тонн.

## Экономика
С момента основания до конца 40-х годов посёлок Лабытнанги не представлял существенного экономического значения для страны. Ситуация стала меняться в конце 1947 года, когда проектировщиками Трансполярной магистрали было принято решение о строительстве железной дороги к устью Оби.
Так посёлок Лабытнанги стал частью проекта так называемой «501 стройки» и уже 05 декабря 1948 года по участку Чум — Лабытнанги пришёл первый поезд. Для регулярного обеспечения 501 стройки железнодорожными шпалами в 1950 году в Лабытнанги было создано практически градообразующее предприятие Лабытнангская лесобаза, а сам населённый пункт стал перевалочной базой для сырья из древесины, которое доставлялось по реке Обь путём лесосплава. В 1955 году объёмы лесоперевалки были увеличены до миллиона кубометров в год для нужд комбината «Воркутауголь». К концу 1986 года предприятие стало планово-убыточным и как лесоперевалочная база прекратило своё существование. В 1997 году Лесобаза была ликвидирована.
Лабытнанги является центром ямальской геологоразведки. Здесь базируется сейсморазведочное предприятие «Ямалгеофизика». Около 95 % открытых на Ямале месторождений нефти и газа разведано при непосредственном участии «Ямалгеофизики».
В 2005 году железнодорожный узел Лабытнанги-Обская был включён в проект индустриального комплекса реализуемого ОАО Урал Промышленный — Урал Полярный. Проект является одним из промежуточных пунктов проектируемой железной дороги по восточному склону Полярного Урала до станции Полуночная. Так же данный транспортный узел является частью проекта строительства железнодорожной магистрали Северный широтный ход, завершить строительство которой планируется в 2022 году.
Более 50 лет здесь функционирует экологический научно-исследовательский стационар Института экологии растений и животных Уральского отделения Российской академии наук.
В 2003 году был открыт горнолыжный комплекс.

### Предприятия и научные учреждения Лабытнанги
- АО «Ямалзолото» (JSC «Yamalgold») — разведка месторождений золота, производство щебня.
- АО «Ямалгеофизика» — геологоразведка, входит в состав ГЕОТЕК Сейсморазведка.
- ООО «УСТЬ-ЮРИБЕЙ» — добыча природного газа и газоконденсата, Бованенковское нефтегазоконденсатное месторождение.
- Муниципальная гостиница Семь листвениц (3 звезды)[45].
- ООО Фармация — сеть аптек и аптечных пунктов.
- МУП Комфорт — предприятие бытового обслуживания: ЖКХ, обеспечение досуга, общественная городская баня, услуги прачечной, ритуальные услуги и т. п.

## Почётные граждане города
- Ахатова Альбина Хамитовна — российская биатлонистка, олимпийская чемпионка 2006 года, 4-х кратная чемпионка мира, Заслуженный мастер спорта России, почётный гражданин города Лабытнанги (2006)[46].
- Ахатов Хамит Файзрахманович — советский и российский тренер по лыжным дисциплинам, заслуженный тренер России, почётный гражданин города Лабытнанги (2000)[46].

## Города-побратимы
- Россия — Клин

## СМИ
- Лабытнангская городская газета «Вестник Заполярья»[47]
- Информационное агентство «Лабытнанги-ТВ»[48] (до января 2023 года — телеканал[49])

## Другое
- В городе расположена исправительная колония строгого режима ФКУ ИК-8 УФСИН России по ЯНАО, известная также как «Белый медведь»[50].